# الرقيب العسكري الإسرائيلي
الرقيب العسكري الإسرائيلي (بالعبرية: הצנזורה הצבאית)، وحدة إستخبارات عسكرية في الجيش الإسرائيلي مكلفة بتنفيذ الرقابة الوقائية فيما يتعلق بنشر معلومات قد تؤثر على أمن إسرائيل. يرأس الهيئة رئيس الرقابة الإسرائيلي، وهو مسؤول عسكري يعينه وزير الدفاع الإسرائيلي، ويمنح رئيس الرقابة سلطة حجب المعلومات التي يرى أنها غير مناسبة للنشر في وسائل الإعلام. ويقوم الرقيب العسكري بإبلاغ وسائل الإعلام بالقضايا التي تتطلب موافقته. وهي قائمة تتغير ولكنها تتضمن دائمًا جميع ما قد يمس أمن الدولة وهجرة اليهود من الدول المعادية لإسرائيل. في المتوسط، تخضع 2240 مقالة صحفية في إسرائيل للرقابة كل عام.

## حالات بارزة
- 1954 - قضية لافون. تم التحايل على الرقابة باستخدام كلمات مشفرة.
- 1977 – مذكرات رابين. تمت إزالة رواية إسحق رابين لتعليمات ديفيد بن غوريون لعام 1948 بتهجير السكان العرب من الرملة واللد من الطبعة الإنجليزية.
- 1982 – تفجيرات القيادة العامة في صور.
- 1984 – مسألة كاف 300.
- 1986 - محاكمة مردخاي فعنونو.
- 1988 - اغتيال أبو جهاد. تمت إزالة اعتماد اثنين من الصحفيين الأمريكيين لعدم تقديم تقارير للحصول على الموافقة.
- 1997 – محاولة اغتيال خالد مشعل.
- 2002 - عملية الدرع الواقي: هددت شركتا "سي إن إن" و"إن بي سي" باتخاذ إجراءات قانونية بسبب البث من رام الله.
- الحرب على غزة (2008–2009).
- الحرب على غزة 2014.
- 2021 - بعد أن كشفت صحيفة هآرتس أن القناة الإخبارية الشهيرة أبو علي إكسبريس [الإنجليزية] كان يديرها في الواقع جلعاد كوهين، وهو موظف الجيش الإسرائيلي لإدارة القناة تحت اسم مستعار عربي كأداة للحرب النفسية، حظر الرقيب العسكري الإسرائيلي الصحافة الإسرائيلية من نشر اسم كوهين.
- 2022 – بعد أكثر من عقدين من استخدام الجيش الإسرائيلي لحرب الطائرات بدون طيار، في يوليو 2022، تم أخيرًا رفع أمر الرقابة الدائم الذي منع الصحافة الإسرائيلية من الإبلاغ عن الطائرات العسكرية الإسرائيلية بدون طيار.[1]
- 2023 - في ضوء الوضع الأمني بعد عملية طوفان الأقصى، فرض رئيس الرقابة العسكرية على جميع الجهات الإسرائيلية إجراءات صارمة بشأن نشر أو بث أي مواد تتعلق بـ(الأسلحة وتفاصيل العمليات العسكرية والاستخبارات الإسرائيلية، تسريبات مجلس الوزراء الأمني، رهائن 2023، الهجمات الصاروخية التي أصابت مواقع حساسة في إسرائيل، الهجمات الإلكترونية، زيارات كبار المسؤولين العسكريين إلى ساحة المعركة، القضايا السياسية الساخنة في إسرائيل) دون الحصول على موافقة الرقيب.[2][3]

## أنظر أيضاً
- الرقابة في إسرائيل